# Labastide-de-Penne
Labastide-de-Penne är en kommun i departementet Tarn-et-Garonne i regionen Occitanien i södra Frankrike. Kommunen ligger i kantonen Montpezat-de-Quercy som tillhör arrondissementet Montauban. År 2022 hade Labastide-de-Penne 126 invånare.

## Befolkningsutveckling
Antalet invånare i kommunen Labastide-de-Penne
| Referens: INSEE |